# Општина Паланка (Бакау)
Паланка (рум. Palanca) општина је у Румунији у округу Бакау.
Oпштина се налази на надморској висини од 770 m.